# Six Mile
Six Mile és una població dels Estats Units a l'estat de Carolina del Sud. Segons el cens del 2000 tenia 553 habitants.

## Demografia
Segons el cens del 2000, Six Mile tenia 553 habitants, 200 habitatges i 154 famílies. La densitat de població era de 117,3 habitants/km².
Dels 200 habitatges en un 37,5% hi vivien nens de menys de 18 anys, en un 67% hi vivien parelles casades, en un 7% dones solteres, i en un 23% no eren unitats familiars. En el 20% dels habitatges hi vivien persones soles el 8% de les quals corresponia a persones de 65 anys o més que vivien soles. El nombre mitjà de persones vivint en cada habitatge era de 2,6 i el nombre mitjà de persones que vivien en cada família era de 3,02.
Per edats la població es repartia de la següent manera: un 24,1% tenia menys de 18 anys, un 8,1% entre 18 i 24, un 26,9% entre 25 i 44, un 25,5% de 45 a 60 i un 15,4% 65 anys o més.
L'edat mediana era de 40 anys. Per cada 100 dones de 18 o més anys hi havia 97,2 homes.
La renda mediana per habitatge era de 48.571 $ i la renda mediana per família de 51.667 $. Els homes tenien una renda mediana de 39.792 $ mentre que les dones 25.000 $. La renda per capita de la població era de 23.260 $. Entorn del 5,5% de les famílies i el 6,5% de la població estaven per davall del llindar de pobresa.

## Poblacions més properes
El següent diagrama mostra les poblacions més properes.